# 6th continent
6th continent (prononcé « 6e continent »), est un groupe de reggae rock français, originaire de Martinique.

## Biographie
Leur premier grand concert a lieu en 1979. En 1981, Reggae DOM-TOM devient leur premier tube.

## Membres
- David Montanez — batterie
- Kali — guitare, chant
- Magdi Vasco Noverraz — claviers
- George « Joby » Marie — basse

## Discographie
- Sacré combat
- Jou-a ja ka viré
- Épi lanmen
- Trop près trop loin
- I Wanna Live With You
- La Fièvre
- Plastic Shoes
- Hello Sister Jamaïca
- Arrête-toi là
- Adieu "Adieu foulard"
- Reggae DOM-TOM[1]
- Missié Caraïbe oh
- Auto-stop
- Jungle Dance

## Concerts
- 22 mai 1979 : Grand Cabaret au parc floral[1]